# Flor Jakowlewitsch Jermakow
Flor Jakowlewitsch Jermakow (russisch Флор Яковлевич Ермаков; * 3. Augustjul. / 15. August 1815greg. im Ujesd Kolomna; † 9. Junijul. / 21. Juni 1895greg. in Moskau) war ein russischer Unternehmer und Mäzen.

## Leben
Jermakow stammte aus einer Bauernfamilie. Sein Vater Jakow Jermakow war leibeigener Bauer der Grafen Scheremetew, kaufte sich frei und trat 1838 in die Moskauer Kaufmannschaft ein.
Jermakow, Kaufmann der 1. Gilde, erbte von seinem Vater eine Fabrik für das Bedrucken und Färben von Tuchen an der Trjochgornaja Sastawa in Moskau und leitete das von seinem Vater gegründete Baumwoll-Handelshaus Jakow Jermakow mit Söhnen. Später kamen eine Baumwoll-Weberei im Dorf Meschtscherino bei Moskau, eine Kammgarn-Spinnerei im Moskauer Sokolniki und eine Textilfabrik in Wyschni Wolotschok hinzu. Er besaß Wohnhäuser in Moskau und St. Petersburg.
Im Krimkrieg (1853–1856) wurde Jermakow zum Philanthropen. Ab 1854 beteiligte er sich an der Arbeit des 1844 von Fürstin Sofija Schtscherbatowa gegründeten Damenkuratoriums für die Notleidenden und war Schatzmeister der Abteilung im Moskauer Presnenski-Rajon. Der 1855 einberufenen Opoltschenije stellte er Mittel bereit.

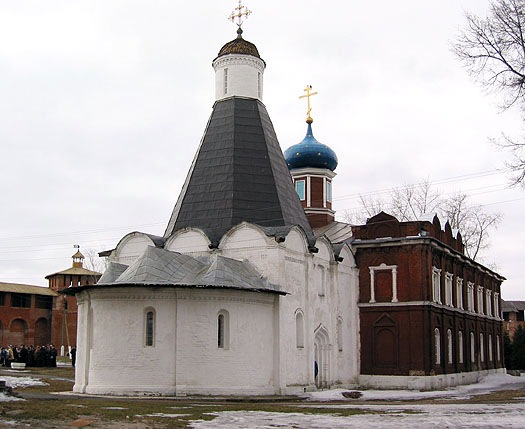
Uspenski-Kirche, Kolomna

In den 1870er Jahren zog sich Jermakow aus dem Geschäftsleben zurück und widmete sich ganz der Wohltätigkeit. 1876 schloss er die Spinnerei in Sokolniki und ließ sie umbauen, um dort das Jermakow-Armenhaus für die Versorgung von 1000 Menschen aus den bäuerlichen Schichten zu eröffnen. 1877 wurde er in den Adelstand aufgenommen. 1881–1883 ließ er auf eigene Kosten die uralte Uspenski-Zeltdachkirche des Brussenski-Frauenklosters im Kreml von Kolomna restaurieren. 1889 richtete er in der stillgelegten Fabrik an der Trjochgornaja Sastawa ein Armenhaus ein. In seinem eigenen Haus eröffnete er eine kostenlose Kantine für 500 Personen. Für die Versorgung von Geisteskranken spendete er 1890 300.000 Rubel der Moskauer Stadtverwaltung, die damit 1896 im N.-A.-Alexejew-Psychiatrie-Krankenhaus  die Jermakow-Abteilung für 100 Männer einrichtete. 1890 wurde er zum Wirklichen Staatsrat (4. Rangklasse) ernannt, und etwas später erhielt er die Goldmedaille am Annenband.

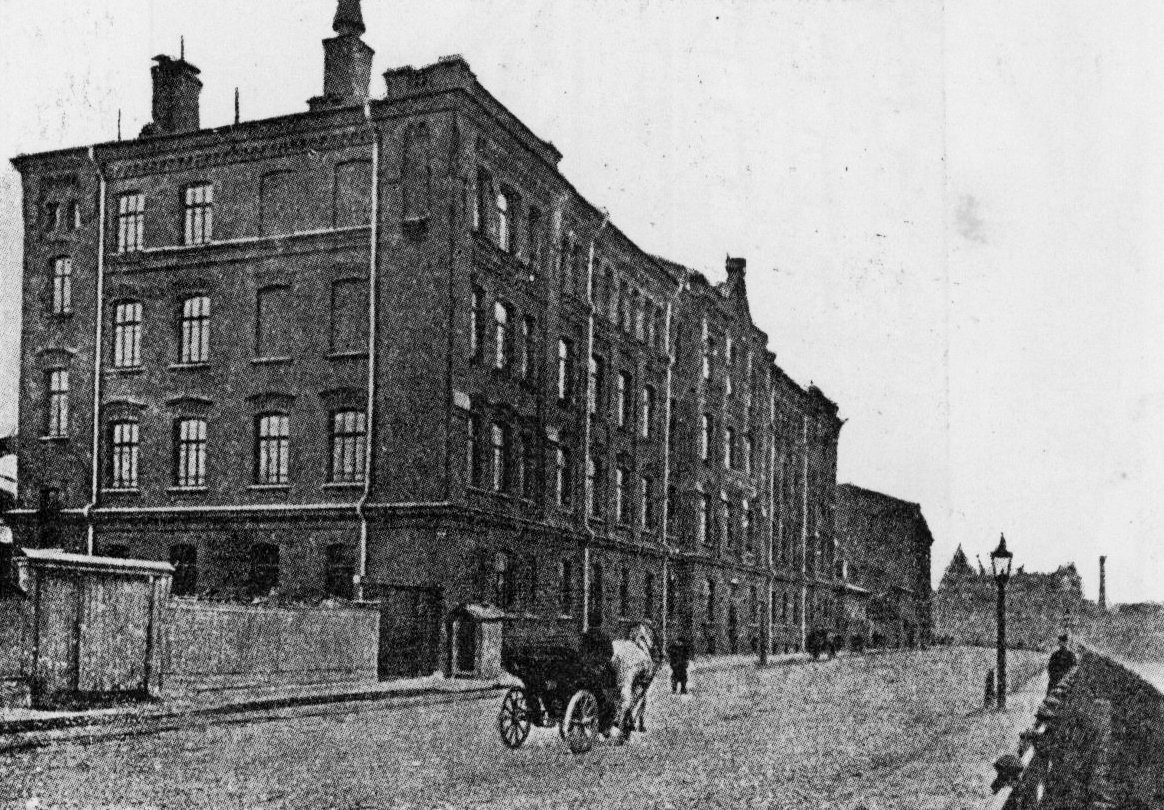
Jermakow-Elektrotechnik-Schule

Mit seiner Frau Marija († 1868) bekam Jermakow die Söhne Dmitri (1836–1896), Andrei (1839–1869) und Pawel (1841–1881). In zweiter Ehe heiratete Jermakow Jekaterina Korniljewna geborene Bykowskaja, verheiratete Sabulonowa.
Jermakow starb in Moskau und wurde in der obersten Etage der Dreifaltigkeitskirche auf dem Hof des Jermakow-Armenhauses in Sokolniki beigesetzt. Als diese Etage 1923 auf Beschluss des Sokolniki-Sowjets abgerissen wurde, kam Jermakows Asche heimlich nach Wyschni Wolotschok und wurde neben der von Jermakow gestifteten Uspenski-Kirche beigesetzt.
Den größten Teil seines Vermächtnisses von mehr als 1 Million Rubel bestimmte Jermakow für die Jermakow-Elektrotechnik-Schule in Moskau an der Pretschistenskaja Nabereschnaja 11, die der Architekt Nikolai Falejew 1905–1906 baute und die jetzt das Moskauer Ökonomie-Energietechnik-Kolledsch ist.
1909 wurde das Jermakow-Nachtasyl für 1500 Menschen eröffnet, das mit Mitteln aus Jermakows Vermächtnis von dem Architekten Illarion Iwanow-Schitz mit moderner  Ausstattung erbaut worden war.